# Плюшар, Александр Иванович
Александр Иванович Плюшар (фр. Pierre Paul Alexandre Joseph Pluchart; 1777, Валансьен, Франция — 15 (27) августа 1827, Онфлёр, Франция) — типограф, литограф, художник, издатель в Санкт-Петербурге в правление Александра I.
Отец российского издателя Адольфа Плюшара (1806—1865) и художника Евгения Плюшара (1809 — ок. 1880).

## Биография
В 1805 году приехал из Брауншвейга (где имел, вместе с Fauché, типографию) в Россию, куда был вызван для управления типографией при Министерстве Иностранных Дел. Министерство предприняло тогда издание «Journal du Nord», преобразованного впоследствии в «Journal de St.-Pétersbourg».
Поступив 23 декабря 1805 на службу директором типографии Иностранной Коллегии, Плюшар, по указу 15 июля 1806 г., стал получать по 3000 p. в год жалованья из Кабинета, а 29 декабря 1808 года перешёл директором в Сенатскую типографию, где служил ещё в конце 1814 года, получив 8 мая 1811 года чин XIV класса, а позднее и губернского секретаря.
Кроме того, в 1810 году (4 января), «за успешное отпечатание Учреждения о судоходстве по реке Волге», 29 августа «за труды по случаю винного откупа» и в 1812 году (4 января) «за скорое отпечатание Литовского статута» — получил по бриллиантовому перстню.
Будучи знатоком типографского дела и хорошим рисовальщиком и литографом, Плюшар со временем открыл в Петербурге и свою типографию (она существовала уже в 1813 году), в которой печатались книги на русском и разных европейских языках, и которая вскоре стала одной из лучших; кроме того, для более успешной продажи печатавшихся им изданий он открыл книжную лавку.

## Деятельность Генриетты Плюшар
После смерти А. И. Плюшара в 1827 году типографией заведовала его вдова Генриетта (на книгах M-me veuve Pluchart) с сыном Адольфом Плюшаром (1806—1865). Генриетта Плюшар издала ламартиновский «Nouvelles méditations poétiques», 1-е издание «Гамлета» в переводе Висковатова, «Альманах Комета Белы» (1833), роман Булгарина «Иван Выжигин» (1829) и смирдинское издание «Новоселья», (1833). В 1833 году А. П. Башуцкий (1801—1876) начал печатать в типографии Плюшара неоконченное издание «Панорамы Петербурга».
С 1831 года типография именуется «Вдовы Плюшар с сыном» (Imprimerie de m-me veuve Pluchart et fils), а иногда даже только «Адольфа Плюшар» (см., например, Зотов Р. М. «Леонид, или черты из жизни Наполеона», с 4 гравюрами Галактионова, 1832 г.)
Около 1833 года Адольф полностью взял типографию в свои руки.

## Семья
Семья А. И. Плюшара включала Генриетту Плюшар и двух сыновей: Адольфа и Евгения. Сыновья получили образование в образцовом петербургском пансионе пастора Муральта. Евгений стал художником и фотографом, академиком живописи и участвовал в росписи Исаакиевскаго собора. Адольф получил профессиональную подготовку типографа во Франции и унаследовал типографское дело отца, известен своим неоконченным 17-томным «Энциклопедическим лексиконом».